# Список керівників держав 240 року
Список керівників держав 240 року — це перелік правителів країн світу 240 року
Список керівників держав 239 року — 240 рік — Список керівників держав 241 року — Список керівників держав за роками

## Європа
- Боспорська держава — цар Анінтімей (235-240), його змінив цар Рескупорід V (240-276)
- Ірландія — верховний король Кормак мак Арт (226-266)
- Римська імперія
  - імператор Гордіан III (238-244)
    - консул Гай Октавій Аппій Светрій Сабін (240)
    - консул Рагоній Венуст (240)

## Азія
- Близький Схід
  - Велика Вірменія — цар Трдат II (217-252)
  - Осроена — цар Ману IX (216-242)
- Диньяваді (династія Сур'я) — раджа Сур'я Дипаті (198-245)
- Іберійське царство — цар Бакур I (234-249)
- Індія
  - Імперія Гуптів — магараджа Шрі-Гупта (240-280)
  - Західні Кшатрапи — махакшатрап Віджаясена (239-250)
  - Кушанська імперія — великий імператор Канішка II (226-240), його змінив Васішка II (240-250)
  - Держава Чера — Янаікат-сей Мантаран Черал (201-241)
- Китай
  - Династія Вей — імператор Цао Фан (Ци-ван) (239-254) під опікою регента Цао Шуан (239-249)
  - Династія У — імператор Сунь Цюань (222-252)
  - Династія Шу — імператор Лю Шань (223-263)
    - шаньюй південних хунну Лю Бао (215-260)
- Корея
  - Кая (племінний союз) — ван Кодин (199-259)
  - Когурьо — тхеван (король) Тончхон (217-248)
  - Пекче — король Коі (234-286)
  - Сілла — ісагим (король) Нехе (196-230), його змінив ісагим Чобун (230-247)
- Паган — король П'юсоті (167-242)
- Персія
  - Держава Сасанідів — шахіншах Ардашир І (224-241)
  - кушаншах Ардашир I (233—245)
- Сипау (Онг Паун) — Сау Со Хом Па (237-257)
- плем'я табгачів — вождь Тоба Лівей (219-277)
- Японія — імператриця Дзінґу (201-269)
- Ліньї — Фам Хунг (220—284)

## Африка
- Аксумське царство — негус Сембрітес (бл.250)
- Царство Куш — цар Терітніде (228-246)